# بازی‌های آسیایی جوانان
بازی‌های آسیایی جوانان یک رویداد چندورزشی است که هر چهار سال یک‌بار با شرکت ورزشکاران جوان از کشورهای آسیایی برگزار می‌شود. نخستین دوره بازی‌های آسیایی نوجوانان در سنگاپور به عنوان آزمایشی برای بازی‌های المپیک جوانان برگزار شد.